# Bruno Garcia (réalisateur)
 (mai 2015).
Si vous disposez d'ouvrages ou d'articles de référence ou si vous connaissez des sites web de qualité traitant du thème abordé ici, merci de compléter l'article en donnant les références utiles à sa vérifiabilité et en les liant à la section « Notes et références ».
Pour les articles homonymes, voir Bruno Garcia et García.
Bruno Garcia est un réalisateur français.

## Filmographie

### Réalisateur

#### Courts-métrages
- 2000 : Trait d'union avec Guillaume Canet, François Berleand et Gad Elmaleh. Productions du Trésor
- 2001 : 8 rue Charlot avec Maïwenn et Bruno Solo. Productions du Trésor

#### Télévision

##### Séries télévisées
- 2003 : Même âge, même adresse
- 2003-2006 : Sous le soleil
- 2004 : Une fille d'enfer
- 2005 : Faites comme chez vous
- 2006 : Fabien Cosma
- 2006 : S.O.S. 18 (6 épisodes)
- 2007-2008 : Avocats et Associés (6 épisodes)
- 2008 : Duval et Moretti (2 épisodes)
- 2008 : Section de recherches (2 épisodes)
- 2008 : Sur le fil (4 épisodes)
- 2009 : L'Internat (3 épisodes)
- 2009-2010 : Enquêtes réservées
- 2011 : Interpol (2 épisodes)
- 2014 : Boulevard du Palais (2 épisodes)
- 2014 : Crimes et botanique
- 2015 : Meurtres à Collioure
- 2015-2017 : Mongeville
- 2016 : Cassandre, épisode Neiges éternelles
- 2018 : Cherif, saison 5 (3 épisodes)
- 2017 : La Stagiaire (2 épisodes)
- 2018-2019 : Cherif, saison 6 (3 épisodes)
- 2019 : Cassandre, épisode Une vie meilleure
- 2022 : César Wagner, épisode 6 « L'Œil du lynx et épisode 7 : Coup de théâtre
- 2024 : Brocéliande, 6 épisodes

##### Téléfilms
- 2011 : Le Bon Samaritain (TF1)
- 2012 : Moi à ton âge (TF1)
- 2013 : Une bonne leçon (TF1)
- 2014 : La Malédiction de Julia (France 3)
- 2018 : L'Enfant que je n'attendais pas (France 2) - Prix d'interprétation féminine pour Alix Poisson au Festival TV de Luchon 2019
- 2019 : Avis de tempête[1] (France 3)
- 2021 : Pour te retrouver (M6)
- 2021 : En plein cœur (RTBF et France 2)
- 2022 : Menace sur Kermadec (France 2)[2]
- 2022 : Lame de fond (France 3)

### Scénariste

#### Courts-métrages
- 2000 : Trait d'union (avec Guillaume Canet, François Berléand et Gad Elmaleh - Produit par Alain Attal aux Productions du Trésor)
- 2001 : 8 rue Charlot (avec Bruno Solo et Maïwenn - Produit par Alain Attal aux Productions du Trésor)

#### Cinéma
- Un autre monde (en développement)
- 500 Bornes (en développement ; Legato Films)
- Paris S'éveille (PM Holding)

## Distinction
- Trophées du Film français 2014 : Trophée de la fiction unitaire pour Une bonne leçon[3]